# Худяков, Иван Александрович
Ива́н Алекса́ндрович Худяко́в (1 [13] января 1842, Курган, Тобольская губерния — 19 сентября [1 октября] 1876, Иркутск) — русский революционер, фольклорист и этнограф.

## Биография
Иван Худяков родился 1 (13) января 1842 года в семье преподавателя уездного училища Александра Гавриловича Худякова в городе Кургане Курганского округа Тобольской губернии Западно-Сибирского генерал-губернаторства, ныне административный центр Курганской области. Происходил из разорившейся старинной купеческой семьи. Мать Татьяна Александровна Худякова.
Окончил Ишимское уездное училище. По окончании Тобольской гимназии в 1858 году, поступил на историко-филологический факультет Казанского университета, в 1859 перевёлся в Московский университет из соображений, что славистика там лучше преподаётся. Занимался сбором фольклора под руководством Ф. И. Буслаева. В 1860 вышел его «Сборник великорусских народных исторических песен», в 1861—1862 «Сборник великорусских сказок» в трех выпусках. В 1861 году исключен из университета за неявку на экзамены со справкой о праве преподавания.
После исключения он переехал в Санкт-Петербург, где познакомился с Леониллой Александровной Лебедевой, ученицей женской школы Александры Константиновны Европеус. Иван женился на Леонилле фиктивным браком, дабы, как сам вспоминал, избавить её «от невыносимой семейной обстановки». Худяков обратился в Цензурный комитет за разрешением издавать журнал «Сказочный мир» и приложил самостоятельно разработанную программу издания. Цензура отказала, не сочтя удобным «вверять студентам издание журналов». В 1863 году Худяков издал компиляцию «Русская книжка», куда включались народные песни, пословицы и поговорки, сказки, загадки, басни Крылова, проза Писемского и Н. Успенского, стихи Некрасова. Сам Худяков написал исторические «Рассказы о старинных людях» (1864—1865) и «Рассказы о великих людях средних и новых времен» (1866). С этими произведениями цензурных хлопот не было. Но следующая народная книга «Самоучитель для начинающих обучаться грамоте», изданная в Петербурге в 1865 г. Е. П. Печаткиным, была признана «клонящейся к подрыву основ христианского вероучения и государственного порядка», запрещена и изъята из продажи. Негодование цензоров вызвали рассказы естественнонаучного содержания наподобие «Отчего гром гремит». Через два года «Самоучитель» переиздали в Женеве; известно, что по нему А. И. Герцен учил грамоте свою младшую дочь. В 1863—1864 сблизился с уцелевшими членами «Земли и воли», в июне 1865 познакомился в Москве с Н. А. Ишутиным, в августе — ноябре 1865 ездил за границу, установил связи с А. И. Герценом, Н. П. Огаревым и напечатал в Женеве сборник текстов из священ. писания, направленных против монархии, под заглавием «Слово св. Игнатия для истинных христиан». По возвращении участвовал в создании Ишутинской организации и его руководящего центра «Ад».
7 апреля 1866 арестован и привлечён к суду по делу о покушении Д. В. Каракозова на Александра II. Леонилла Александровна, жена Худякова, тоже была арестована. 17 апреля заключен в Никольскую куртину Петропавловской крепости, откуда 21 мая переведён в Алексеевский равелин. 14 июля предан Верховному уголовному суду по обвинению «в способствовании Каракозову совершить покушение на жизнь государя, в снабжении его деньгами на покупку пистолета и в подговоре Ишутина учредить в Москве тайное революционное общество с целью цареубийства». 24 сентября приговорён Верховным уголовным судом «как неизобличенный в знании о намерениях Каракозова, но уличенный в знании о существовании и целях тайного общества», к лишению всех прав состояния и к ссылке на поселение в отдаленнейшие места Сибири. 4 октября освобожден из крепости и передан в распоряжение петербургского обер-полицеймейстера для отправки в Сибирь.
Прибыл в Иркутск 1 февраля 1867 года и 22 февраля отправлен из Иркутска на место ссылки в Верхоянск. В Якутск Худяков был доставлен 11 марта 1867 года. Наблюдение за ним губернатор поручил столоначальнику своей канцелярии Трохимовичу. При знакомстве с Худяковым Трохимович выдал себя за ссыльного поляка и стремился вызвать доверие к себе рассказами о том, что он якобы участвовал в восстании за Байкалом в 1866 году и что в Якутске, существует особый кружок политических ссыльных. И. А. Худяков был рад встретить человека, казавшегося близким ему по своим взглядам. Он рассказал Трохимовичу о своей жизни, о Каракозове, о покушении 4 апреля 1866 года. Эти записи генерал-губернатор лично повез в Париж и передал находившемуся там начальнику третьего отделения. По возвращении из Верхоянска Трохимович составил более систематизированную записку о своих беседах с Худяковым.
В Верхоянск был доставлен 7 апреля 1867 года. В марте 1868 года Трохимович ездил в Верхоянск к Худякову. В течение 14 месяцев Худяков производил метеорологические наблюдения в Верхоянске и тем самым помог установить особое положение этого пункта, считавшегося до последнего времени полюсом холода. Худяков сумел убедить местного исправника В. Иващенко в том, что в Верхоянске необходимо создать школу. Казна не отпускала никаких средств на содержание Худякова, но с января 1871 года предоставлено казённое пособие по 9 рублей, а с октября 1871 года по 12 рублей в месяц.
До 1874 отбывал ссылку в Верхоянске, изучал язык, фольклор и этнографию якутов, составил якутско-русский словарь.
В 1869 психически заболел. После неоднократных ходатайств матери, начале 1874 года разрешён перевод в Якутск, доставлен 31 августа 1874 года. В Якутске Худяков пробыл до середины июня 1875 года, а затем его перевезли в Иркутск.
17 июля 1875 года доставлен в иркутскую психиатрическую больницу, где и умер 19 сентября (1 октября) 1876 года.
Похоронен в Иркутске на Иерусалимском кладбище в одной могиле с двумя бродягами.

## Сочинения
- Сборник великорусских народных исторических песен / [И. Худяков]. — Москва : тип. Н. Эрнста, 1860. — 175 с
- Великорусские загадки. — Москва : тип. Грачева и К°, 1861. — [2], 116 с.

Перед загл.: И. А. Худякова
- Сборник великорусских сказок, 1 выпуск, М., 1861, 2 и 3, М., 1862
- Основной элемент народных сказок // Библиотека для Чтения, 1863
- Русская женщина в допетровской России // Модный Магазин, 1863
- Материалы для изучения народной словесности. СПб., 1863
- Русская книжка / [Соч.] И. Худякова. — Санкт-Петербург : О. И. Бакст, 1863. — [4], 170, II с.; 18.

Содержание: I. Сказки; Пословицы; Загадки; Песни; Русские города; Былины; II. Стихотворения; Рассказы; Басни; Народный месяцеслов
- Рассказы о старинных людях. Вып. 1—4. СПб., изд. Бакста, 1864—65
- По поводу двух выпусков песен Киреевского // Московские Ведомости, 1864
- Самоучитель для начинающих обучаться грамоте, СПб, 1865 (изд. запрещено)
- Слово св. Игнатия для истинных христиан. Женева, 1865
- Рассказы о великих людях средних и новых времен, СПб., изд. Гайдебурова, 1866
- Древняя Русь : [Ист. очерк древнерус. жизни до Петра Великого]. — Санкт-Петербург : [«Рублевое о-во» Г. Лопатина и Ф. Волховского], 1867 (тип. Куколь-Яснопольского). — [2], VI, 263 с.
- Жизнь природы и человека, 1867
- Опыт автобиографии. Женева, 1882
- Верхоянский сборник // Записки Вост.-Сиб. отд. Русского Географического общества по этнографии. Т. 1. Вып. 3. Иркутск, 1890
- Образцы народной литературы якутов, собранные И. А. Худяковым : [Ч. 1]. — Санкт-Петербург : тип. Имп. Акад. наук, 1913—1918. — 2 т.
- Записки каракозовца, М. — Л., 1930
- Великорусские сказки в записях И. А. Худякова. М.; Л., Наука, 1964
- Краткое описание Верхоянского округа, Л., Наука, 1969